# Zsoldos Sándor (karikaturista)
Zsoldos Sándor (1940 –) magyar karikaturista Szignója: Zsol, Zsoldos.

## Életpályája
Autodidakta módon képezte magát. Több mint tizenhét évig külsősként rajzolt országos- és megyei terjesztésű lapokban: Dolgozók Lapja, Magyar Rendőr, Füles, Képes Sport, Élet és Irodalom, Fejér Megyei Hírlap, Vas Népe stb.  Egyszerű, kezdetleges grafikai megoldásokat alkalmazott. A Magyar Ifjúság című lap 1963-ban, mint fiatal tehetséget mutatta be a kezdő karikaturistát, aki árvagyerekként a saját erejéből boldogul ezen a pályán. A feldolgozott témái között a napi bel- és külpolitika, hétköznapi dolgaink és természetesen a nő-férfi kapcsolat szerepelt. Kedvelte a szöveg nélküli rajzokat is. 1964-1969 között a Ludas Matyi munkatársa volt. Karikatúrái megjelentek a Ludas alkalmi kiadványaiban is. Nyári Kis Ludas, Tavaszi magazin, Ludas Matyi Magazin.1968-1975 között rendszeresen közölte rajzait a Szabad Föld című hetilap is. 1968-ban részt vett a Fiatal Karikaturisták kiállításán.

## Részvétele csoportos kiállításokon
- Fiatal Karikaturisták Kiállítása, Esztergom (1968)
- Bakony Múzeum, Veszprém (1968)
- VII. Nemzetközi Karikatúra Kiállítás, Montreál (1970)
- Nemzetközi Karikatúra Kiállítás, Moszkva (1973)

## Publikációi
| - Csúzli (1960) - Ludas Matyi (1964–69) - Magyar Ifjúság (1963–74) - Füles (1963–1967) - Dolgozók Lapja (1964–69) - Heves Megyei Népújság (1964-1969) - Új Néplap (1964–69) - Világ Ifjúsága (1964–66) - Nógrád (1964-1970) - Pajtás (1964) - Magyar Rendőr (1965–66) - Élet és Irodalom (1965) - Füles Évkönyv (1965) - Nyári Örömök (1965) - Úttörővezető (1965–66) - Ifjúsági Magazin (1966–68) - Nyári Kis Ludas (1966) - Tavaszi Magazin (1966) | - Békés Megyei Népújság (1967-1969) - Vas Népe (1967–70) - Magyar Rendőr (1967) - Somogyi Néplap (1967-1971) - Szolnok Megyei Népújság (1967-1969) - Kisalföld (1968) - Fejér Megyei Hírlap (1968) - Hajdú-Bihari Napló (1968) - Képes Sport (1968) - Ludas Matyi Magazin (1968) - Tolna Megyei Népújság (1968) - Új Szó (1968) - Szabad Föld (1968–75) - Népújság (1969) - Élet és Irodalom (1970) - Pest Megyei Hírlap (1970-1978) - Tollasbál (1975) - Kincses Kalendárium (1977) |